# Демченко Руслан Михайлович
Руслан Михайлович Демченко (15 липня 1965 , Київ ) — український дипломат. Надзвичайний та Повноважний Посол України, колишній перший заступник Міністра МЗС України, посол України у Сербії та Чорногорії, Генеральний консул України в Стамбулі. Радник Президента України (2014—2020). Перший заступник секретаря Ради національної безпеки і оборони (2020—2022).

## Біографія
Народився 15 липня 1965 року в Києві. Закінчив Інститут міжнародних відносин Київського державного університету ім. Т. Шевченка у 1989 році, за освітою спеціаліст з міжнародних відносин, референт-перекладач англійської. Після закінчення інституту, разом з дружиною продовжив навчання у Червонопрапорному ім. Ю. В. Андропова інституті КДБ СРСР (зараз Академія зовнішньої розвідки РФ).
Володіє іноземними мовами: англійською, сербською та російською.
- 1983—1985 — Служив в лавах збройних сил СРСР.
- 1989—1990 — економіст відділу міжнародного співробітництва Міністерства будівництва УРСР.
- 1990—1992 — 3-й секретар, 2-й секретар візового відділу Консульського управління МЗС України.
- 1992—1996 — 2-й секретар Посольства України в США.
- 1997—2000 — завідувач відділу, заступник керівника Служби протоколу Президента України.
- 2000—2003 — Генеральний Консул України в Стамбулі.
- 2003—2005 — Надзвичайний та Повноважний Посол України у Сербії та Чорногорії.[10]
- 2005 — перший заступник Керівника Головної служби зовнішньої політики Президента України;
- 2005—2006 — Керівник Служби Державного Протоколу і Церемоніалу Президента України;
- 2006—2010 — Керівник Офісу Президента України;
- 17 лютого 2010 по 17 грудня 2010 — заступник Міністра закордонних справ України [Архівовано 26 березня 2019 у Wayback Machine.].
- 17 грудня 2010 по 5 березня 2014 — Перший заступник Міністра закордонних справ України.

Після перемоги Віктора Януковича став куратором зовнішніх відносин України з Росією. Брав участь в нараді Кабінету міністрів України від 21 листопада 2013 року в якому вирішено про відмову від підписання Угоди про асоціацію України з ЄС
- З 23 по 27 лютого 2014 року виконував обов'язки Міністра закордонних справ України.
- З 23 вересня 2014 — Радник Президента України[12].
- 1 листопада 2018 внесений до санкційного списку Російської Федерації[13]
- 23 липня 2019 року Президент Володимир Зеленський призначив Демченка своїм радником[14][15].
- 16 червня 2020 року призначений Першим заступником Секретаря РНБО.[3]

## Звинувачення в роботі на Росію
Після розгляду РНБО у березні 2021 питання про відповідальність за прийняття Харківських угод журналіст і голова фракції «Голосу» Сергій Рахманін назвав Руслана Демченка головним лобістом цих проросійських угод у час його перебування на посаді заступника міністра закордонних справ. За заявою МЗС України Руслан Демченко став відповідальним за двосторонні відносини з Росією через 6 днів після підписання угоди. Юрій Бутусов висунув підозру щодо зливу Демченком операції проти «Вагнерівців», розсекречення інших операцій спецслужб України.
Про участь Демченка у лобіюванні «харківських угод» повідомили також журналісти «Схем». Відповідно до стенограми, оприлюдненої журналістами, на безпековому засіданні парламентського комітету 26 квітня 2010 року Демченко переконував депутатів підтримати розгляд законопроєкту про ратифікацію угоди у сесійній залі. Демченко також просував тезу про те, що «харківські угоди» і російський флот в Криму — це стабільність для України..
Низка політичних оглядачів, які спеціалізуються на пострадянському просторі (Ю. Швець, А. Піонтковський тощо) неодноразово говорили про те, що Р. Демченко є чинним та неприхованим агентом Москви.
За даними «Української правди» та Цензор.нет, в Офісі президента відмовились повідомляти результати люстраційної перевірки першого заступника секретаря РНБО Руслана Демченка, прізвище якого спершу було в списку осіб, які підлягають люстрації, а потім зникло з нього.
25 липня 2022 року Указом Президента України звільнений від обов'язків першого заступника Секретаря РНБО. Згодом речник президента Сергій Никифоров пояснив, що звільнення пов'язане зі станом його здоров'я.

## Дипломатичний ранг
- Надзвичайний та Повноважний Посол України з 2 листопада 2004 року[24].

## Нагороди
- Орден князя Ярослава Мудрого V ст. (20 січня 2010) — за вагомий особистий внесок у справу консолідації українського суспільства, розбудову демократичної, соціальної і правової держави та з нагоди Дня Соборності України[25]
- Орден «За заслуги» III ст. (4 травня 2019) — за значний особистий внесок у державне будівництво, соціально-економічний, культурно-освітній розвиток України, вагомі трудові здобутки та високий професіоналізм[26]
- Почесна грамота Кабінету Міністрів України (18 грудня 2002) — за значний особистий внесок у становлення і розвиток дипломатичної служби України та багаторічну сумлінну працю[27]

## Сімейний стан
Одружений. Дружина — Олена, син — Денис.